# Салвій Юліан
Луцій Октавій Корнелій Публій Салвій Юліан Еміліан (110—170) — визначний правник та державний діяч часів римських імператорів з династії Антонінів.

## Життєпис
Народився у селищі Пупут поблизу м. Гадрумент (сучасний Сус, Туніс) у родині римського колоніста та громадянина. Отримав освіту спочатку у латинській школі Гадрументу. Після цього Юліан переїздить до Риму, де стає слухачем Сабініанської школи права. Його вчителем був Луцій Яволен Пріск. Ще замолоду Юліан стає відомим правником, надалі він сам очолив Сабініанську школу.
Водночас Юліан активно займався державницькою діяльністю — за імператора Адріана був спочатку квестором, потім призначався на посади префекта ерарія Сатурна, префекта ерарія армії, згодом консула у 148 році й незабаром став членом імператорської ради — вузького кола дорадників імператора Адріана. За цей час Юліан активно займався вдосконаленням римського права.
За імператора Антоніна Пія Юліан зберіг свою посаду члена імператорської ради. Згодом був призначений намісником провінції Нижня Германія (151—152 роки), а за імператора Марка Аврелія — провінції Ближня Іспанія (161—164 роки). З 168 до кінця життя Салвій Юліан займав посаду проконсула Африки.
Був учителем іншого відомого правника, Луція Волузія Меціана.

## Родина
Про особисте життя Юліана мало відомостей. Був родичем матері майбутнього імператора Дідія Юліана. Син самого правника — Публій Салвій Юліан — у 182 році брав участь у змові проти імператора Коммода, після викриття якої загинув.

## Правництво
Салвій Юліан провів велику дослідницьку роботу з систематизації преторського права. Його теоретичні розробки стали основою для офіційного зближення двох джерел права — цивільного й преторського. Салвій систематизував найцінніші у правницькому сенсі норми преторського права, надав йому остаточну редакцію. Складена ним збірка отримала назву «Дігести» (інколи його називають постійним едиктом). За наказом імператора Адріана цій праці Юліана була надана сила офіційного документа. Пізніше відомі правники Ульпіан та Павло написали до цієї збірки свої коментарі. Багато з положень «Дігестів» Салвія Юліана надалі увійшли до цивільного права.

## Праці
- «Преторський едикт». 125 рік.
- «Дігести» з 90 книг.
- Коментар до праць Урсея Фелікса.
- Коментар до праць Мініція.
- Про сумнівні питання.